# 2024년 모나코 그랑프리
2024년 모나코 그랑프리(2024 Monaco Grand Prix)는 2024년 5월 26일 모나코의 모나코 서킷에서 열린 포뮬러 원 2024 시즌 여덟번째 대회이다. 공식 대회명은 포뮬러 1 그랑프리 드 모나코 2024(Formula 1 Grand Prix de Monaco 2024)이다.
이 경기에서 모나코 출신 드라이버인 샤를 르클레르가 오스카 피아스트리와 카를로스 사인스 주니어에 앞서 첫 홈 그랑프리 우승을 달성했다. 르클레르는 루이 시롱이 1931년에 우승한 이래 최초로 모나코 그랑프리에서 우승한 모나코 드라이버이자, 최초로 포뮬러 원 월드 챔피언십에 편입된 모나코 그랑프리에서 우승한 모나코 드라이버가 되었다. 또한 이 경기는 포뮬러 원에서 처음으로 경주를 출발한 선두 열 명의 드라이버가 모두 같은 순위로 경주를 마친 최초의 경기가 되었다.

## 경기 결과
| 순위                                                   | No. | 드라이버               | 컨스트럭터                    | 랩 | 시간 / 사유 | 그리드 | 포인트 |
| ------------------------------------------------------ | --- | ---------------------- | ----------------------------- | -- | ----------- | ------ | ------ |
| 1                                                      | 16  | 샤를 르클레르          | 페라리                        | 78 | 2:23:15.554 | 1      | 25     |
| 2                                                      | 81  | 오스카 피아스트리      | 맥라렌-메르세데스             | 78 | +7.152      | 2      | 18     |
| 3                                                      | 55  | 카를로스 사인스 주니어 | 페라리                        | 78 | +7.585      | 3      | 15     |
| 4                                                      | 4   | 랜도 노리스            | 맥라렌-메르세데스             | 78 | +8.650      | 4      | 12     |
| 5                                                      | 63  | 조지 러셀              | 메르세데스                    | 78 | +13.309     | 5      | 10     |
| 6                                                      | 1   | 막스 페르스타펀        | 레드불 레이싱-혼다 RBPT       | 78 | +13.853     | 6      | 8      |
| 7                                                      | 44  | 루이스 해밀턴          | 메르세데스                    | 78 | +14.908     | 7      | 71     |
| 8                                                      | 22  | 츠노다 유키            | RB-혼다 RBPT                  | 77 | +1 랩       | 8      | 4      |
| 9                                                      | 23  | 알렉산더 알본          | 윌리엄스-메르세데스           | 77 | +1 랩       | 9      | 2      |
| 10                                                     | 10  | 피에르 가슬리          | 알핀-르노                     | 77 | +1 랩       | 10     | 1      |
| 11                                                     | 14  | 페르난도 알론소        | 애스턴 마틴 아람코-메르세데스 | 76 | +2 랩       | 14     |        |
| 12                                                     | 3   | 다니엘 리카도          | RB-혼다 RBPT                  | 76 | +2 랩       | 12     |        |
| 13                                                     | 77  | 발테리 보타스          | 킥 자우버-페라리              | 76 | +2 랩       | 17     |        |
| 14                                                     | 18  | 랜스 스트롤            | 애스턴 마틴 아람코-메르세데스 | 76 | +2 랩       | 13     |        |
| 15                                                     | 2   | 로건 사전트            | 윌리엄스-메르세데스           | 76 | +2 랩       | 15     |        |
| 16                                                     | 24  | 저우관위               | 킥 자우버-페라리              | 76 | +2 랩       | 18     |        |
| Ret                                                    | 31  | 에스테반 오콘          | 알핀-르노                     | 0  | 충돌 피해   | 11     |        |
| Ret                                                    | 11  | 세르히오 페레즈        | 레드불 레이싱-혼다 RBPT       | 0  | 충돌        | 16     |        |
| Ret                                                    | 27  | 니코 휠켄베르크        | 하스-페라리                   | 0  | 충돌        | 19     |        |
| Ret                                                    | 20  | 케빈 마그누센          | 하스-페라리                   | 0  | 충돌        | 20     |        |
| 최속 랩: 루이스 해밀턴 (메르세데스) – 1:14.165 (랩 63) |     |                        |                               |    |             |        |        |
| 출처:                                                  |     |                        |                               |    |             |        |        |

각주
- ^1  – 최속 랩 1포인트 포함[3]